# バエサ

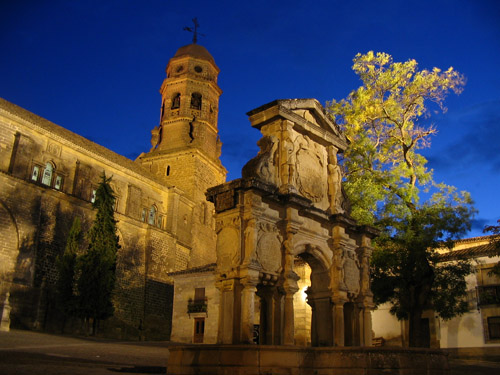
バエサ大聖堂

バエサ（Baeza）は、スペイン・アンダルシア州ハエン県のムニシピオ（基礎自治体）。2018年の人口は15,902人。南をグアダルキビール川、北をその支流のグアダリマル川に挟まれた山地であるバエサ丘陵（Loma de Baeza）の崖に位置している。
バエサの歴史は古代ローマ帝国時代の都市ベアティア（Beatia）にまで遡るが、現在ではスペインの諸都市の中でも、イタリア・ルネサンス様式の建築物が良好な保存状態で多く残る都市として知られている。2003年には、そうした建造物群が、類似の特色を持つ都市ウベダの建造物とともにユネスコの世界遺産に登録された。

## 歴史
中世のバエサはムーア人の都市として栄え、5万人が住んでいたとされるが、1212年のナバス・デ・トロサの戦いでムワッヒド朝に勝利したカスティーリャ王アルフォンソ8世が一旦占領したが、間もなくムワッヒド朝に奪回された。1227年にはカスティーリャ王フェルナンド3世の手に落ちた。コルドバやウベダの城門、そしてバエサのアーチは、ムーア人の城塞都市の名残である。
16世紀になるとバエサや近隣のウベダは織物生産で豊かになり、地元の貴族たちはアンドレス・デ・バンデルビーラのような優れた建築家を雇い入れ、当時流行だったイタリア様式の宮殿、聖堂、広場などを設計させた。17世紀になると経済は失速したが、これによって新しい建造物群がほとんど建てられることはなかったため、16世紀の建造物群の保存という点に限れば幸いであったともいえる。バエサは明るさ、配列、調和などに関する卓抜な感覚を備えた都市で、スペイン的というよりもイタリア的な様相を呈している。

## 世界遺産
バエサのルネサンス建築の中でも重要なものとしては、以下のものを挙げることが出来る。まずは1538年に建造された大学で、現在はグラナダ大学の夏期講座に使われている。ほかには、サンタ・マリーア大聖堂（Catedral de Santa María）、ハバルキント宮殿（Palacio de Jabalquinto）、スペイン広場（Plaza de España）と憲法通り（Paseo de la Constitucíon）の区画などがある。これらは互いに歩いて行ける範囲内にあり、そのあたりはソナ・モヌメンタル（Zona Monumental, 記念地区）と呼ばれている。
バエサの歴史的建造物は、ウベダのそれらとともに、「ウベダとバエサのルネサンス様式の記念碑的建造物群」として、世界遺産に登録されている。バエサの登録対象は、上記の建造物群が残る区画（4.8 ha）である。

## 交通
バエサは、高速道路を使うと、マドリードの南 327 km にあたる。レンフェ（スペイン国鉄）では、リナーレス＝アルメリーア間の路線上に駅がある。グラナダ、マドリード、マラガからはバスも出ている。最寄りの国際空港は、132 km 南のグラナダや 241 km 南西のマラガにある。

## 関連人物
出身者
- ガスパール・バセラ（英語版） - 彫刻家・画家。

ゆかりのある人物
- アントニオ・マチャド（英語版） - 現代詩人。1912年から1919年までバエサで教鞭を執ったことがあり、彼の散文の代表作『フアン・デ・マイレナ』（Juan de Mairena）は、バエサ時代の体験に触発されたものとされる。